# Jan Víšek

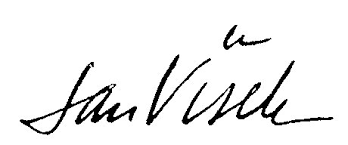
Unterschrift

Jan Víšek (* 13. Mai 1890 in Boschejowitz (heute Božejovice, Gemeinde Jistebnitz, Südböhmen); † 6. Juni 1966 in Brünn) war ein tschechischer Architekt und Hochschullehrer.

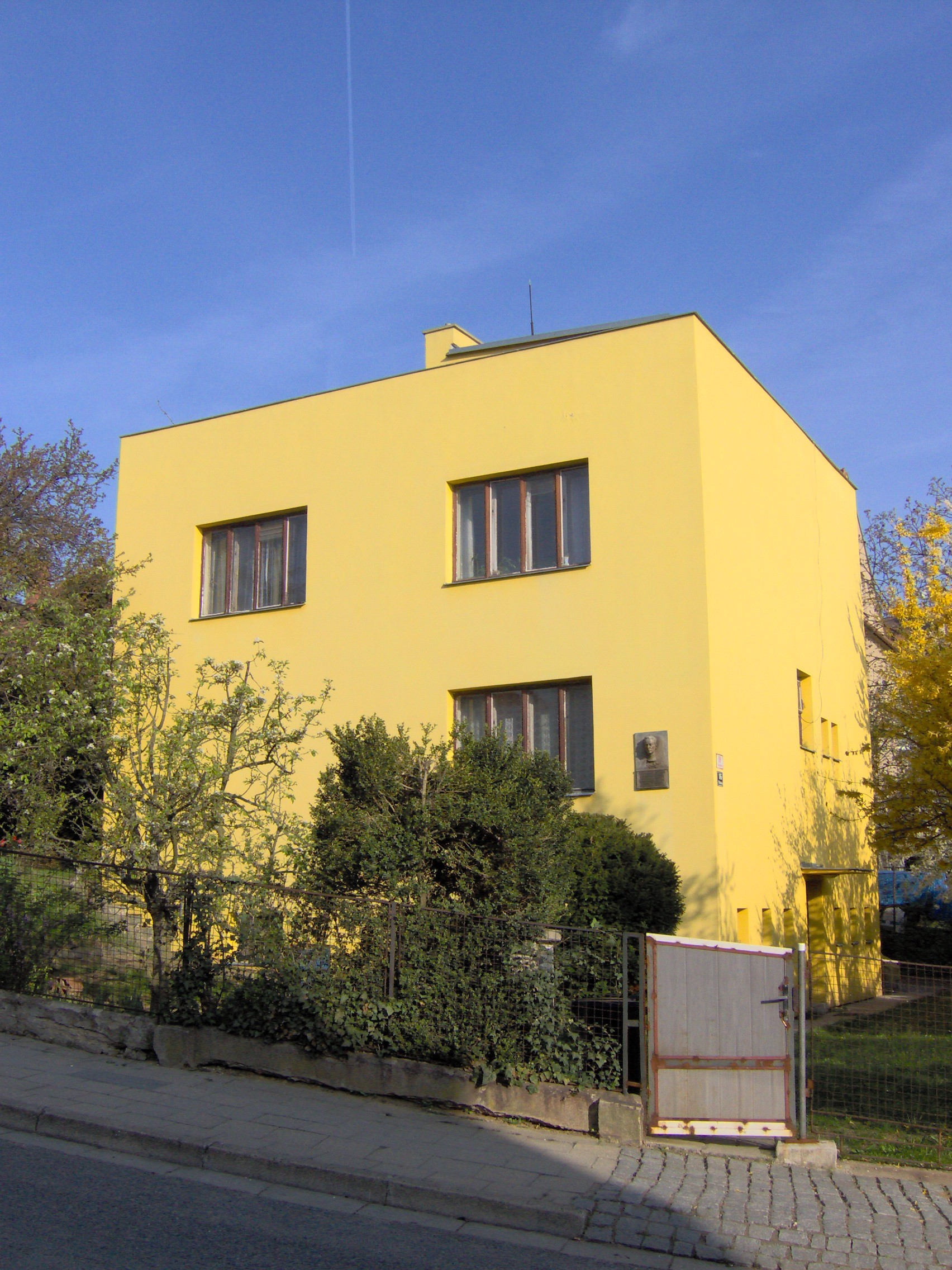
Einfamilienhaus Professor Josef Kudela in Brünn

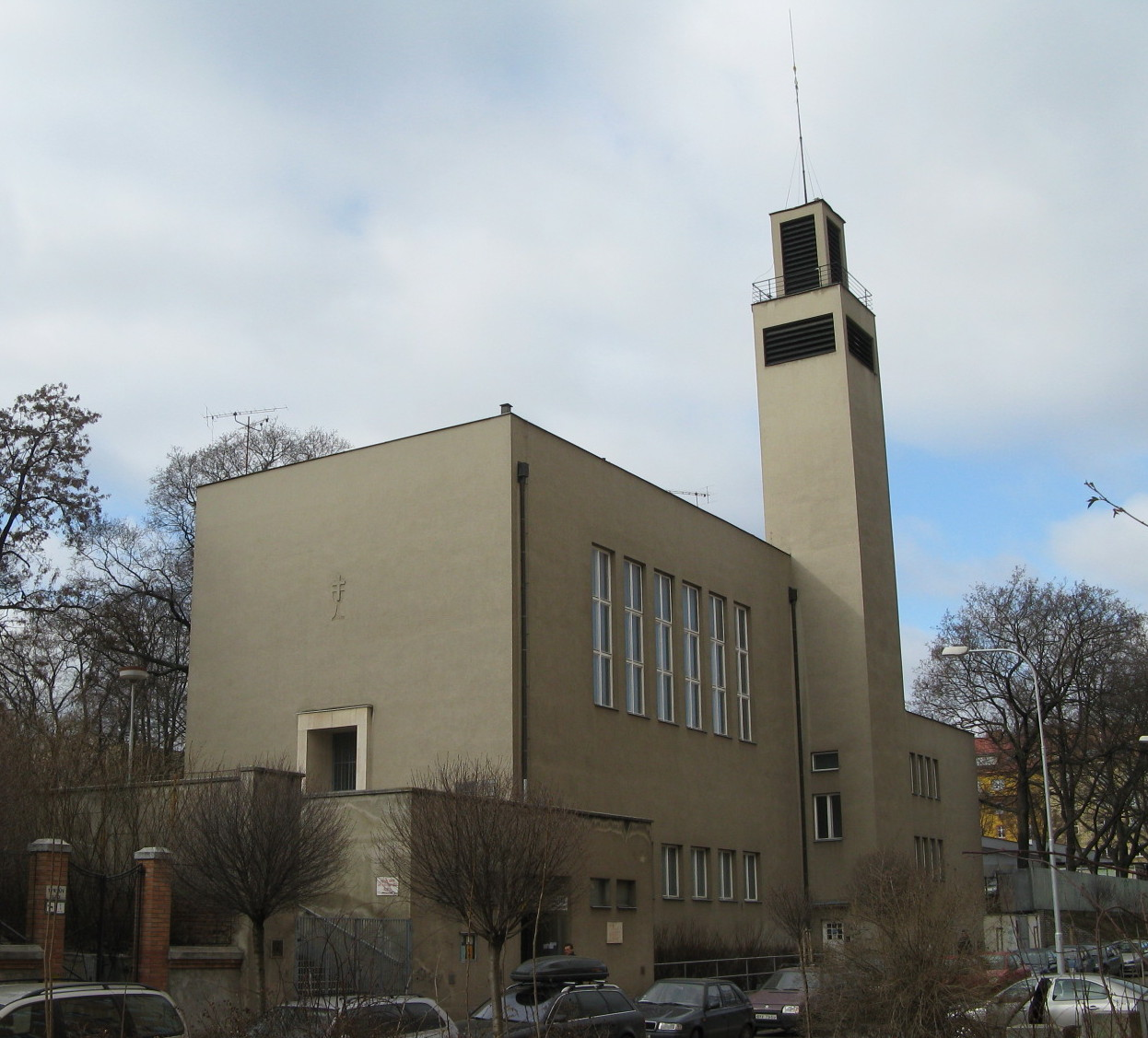
Bethaus der Tschechoslowakischen Kirche in Brünn

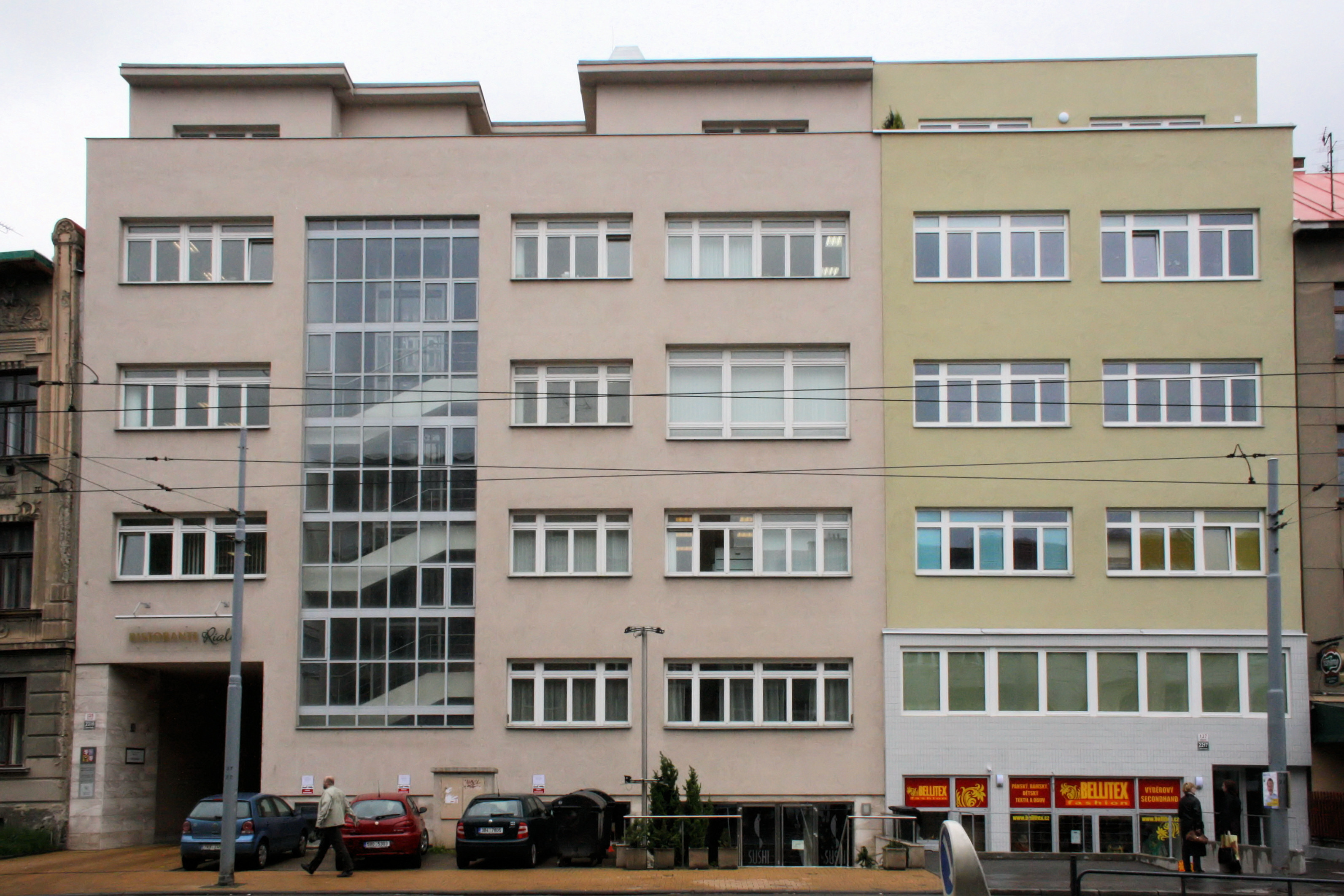
Šilhanovo sanatorium Brno Veveří

## Leben
Jan Víšek studierte von 1909 bis 1914 Architektur an der Tschechischen Technischen Hochschule zu Prag. Im Ersten Weltkrieg wurde er zum Kriegsdienst an der russischen, italienischen und slowakischen Front auf Seiten der k.u.k. Armee einberufen.
Von 1920 bis 1923 war er Assistent von Prof. Theodor Petřik am Institut für Landwirtschaftsbauten an der Landwirtschaftlichen Hochschule zu Prag.
1923 wurde er Mitglied des tschechischen Klubs der Architekten und arbeitete bis 1924 als angestellter Architekt in der Staatsimmobilienverwaltung (Státní pozemkový úřad) in Prag. Im Jahr darauf war er am Bau der Masaryk-Universität Brünn beteiligt und wurde 1925 Sekretär der Brünner Sektion des Klubs der Architekten.

## Brünner Werk
Von 1926 bis 1949 arbeitete Víšek als freischaffender Architekt in Brünn. 1929 wurde er Mitglied der Gruppe INDEX, 1935 war er Mitglied der tschechoslowakischen Gruppe, die am Congrès International d’Architecture Moderne (CIAM) teilnahm.
Nach dem Zweiten Weltkrieg wurde Víšek außerordentlicher Professor für den Bereich Kulturbauten an der Tschechischen Technischen Hochschule in Prag (1945–1948), nach dem kommunistischen Februarumsturz erhielt er aufgrund seiner Mitgliedschaft in einer Freimaurerloge Lehrverbot und arbeitete bis 1958 als Angestellter im staatlichen Planungsbüro Stavoprojekt in Brünn.

## Würdigung
Jan Víšek war ein bedeutender Vertreter der Brünner Schule des Funktionalismus. Zu seinen bedeutendsten realisierten Projekten gehört das Jan-Hus-Bethaus der tschechoslowakischen Kirche, das Kauf- und Wohnhaus Luxor in Bratislava, das Einfamilienhaus der Fam. Kudela und das Šilhan-Sanatorium in Brünn.

## Ausgewählte Bauwerke in Brünn
- 1925–1926: Einfamilienhaus Professor Kudela, Jirásek-Viertel, Klácelova 8
- 1927–1928: Zweifamilienhaus in der Werkbundsiedlung Nový Dům (Das neue Haus), Jirásek-Wald, Drnovická 8-10 (verändert)
- 1927–1929: Bethaus der Hussitischen, heute Tschechoslowakischen Kirche, Botanická 1 (Husův sbor církve československé v Brně)[1]
- 1929–1930: Geschäfts- und Wohnhaus, Jánská 7
- 1932–1935: Sanatorium Dr. Šilhán (ausgeführt in zwei Etappen), Veveří 125[2]
- 1936–1937: Mietshaus mit Ordination, Mášova 10
- 1937–1938: Mietshaus mit Konditorei Kolbaba (Kolbabova kavárna), Kounicova (früher auch Leninova) 15[3]